# Colline des Croix
La colline des Croix (en lituanien : Kryžių Kalnas ) est un lieu de pèlerinage situé près de la ville de Šiauliai, au nord de la Lituanie.
Les premières croix ont été posées sur la colline fortifiée au XIVe siècle.
Au cours du temps, de nombreuses croix, des crucifix, sculptures de patriotes lituaniens, des statues de la Vierge Marie, des effigies en étain et des rosaires y ont été apportés par les pèlerins catholiques.

## Histoire

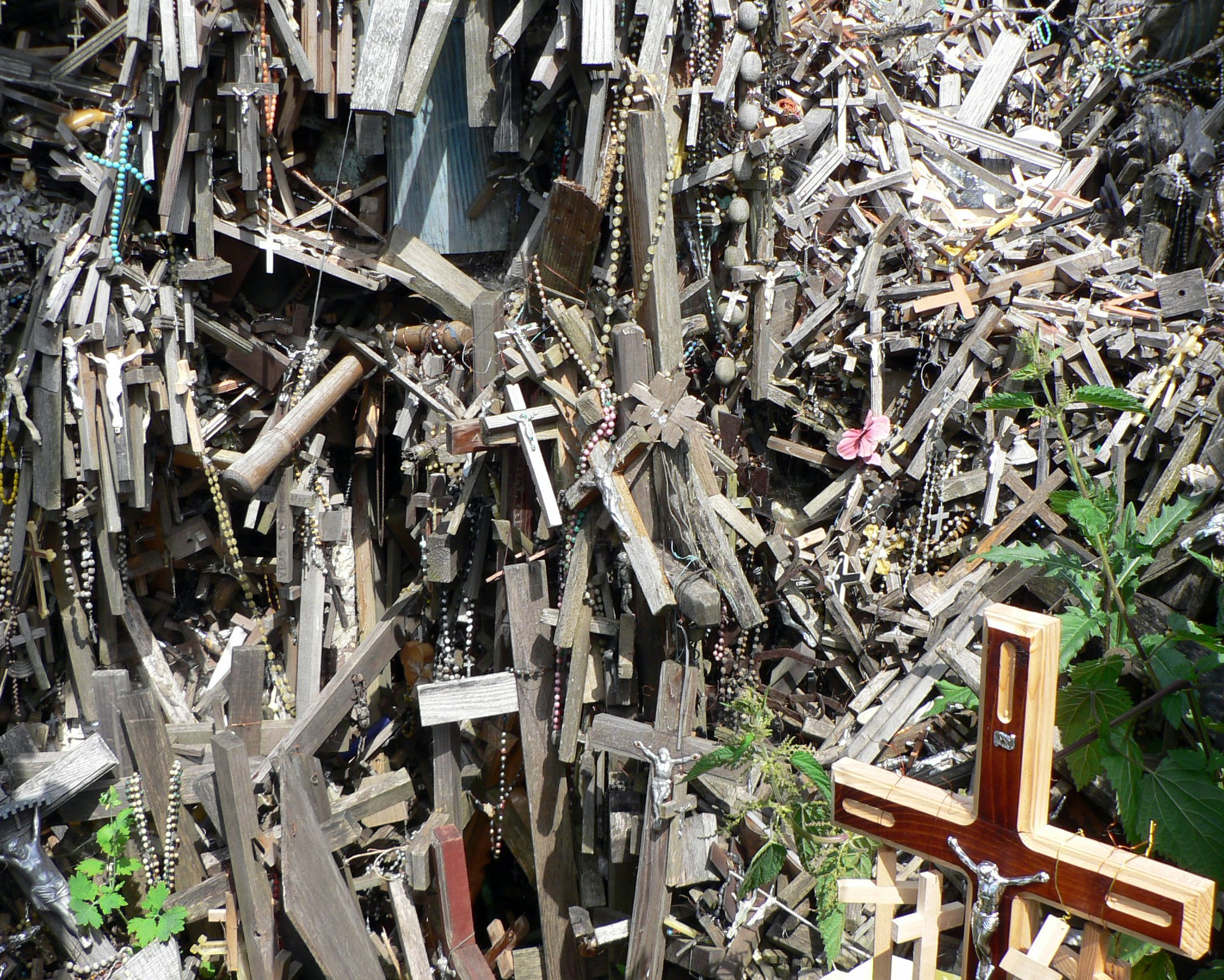
Vue rapprochée.

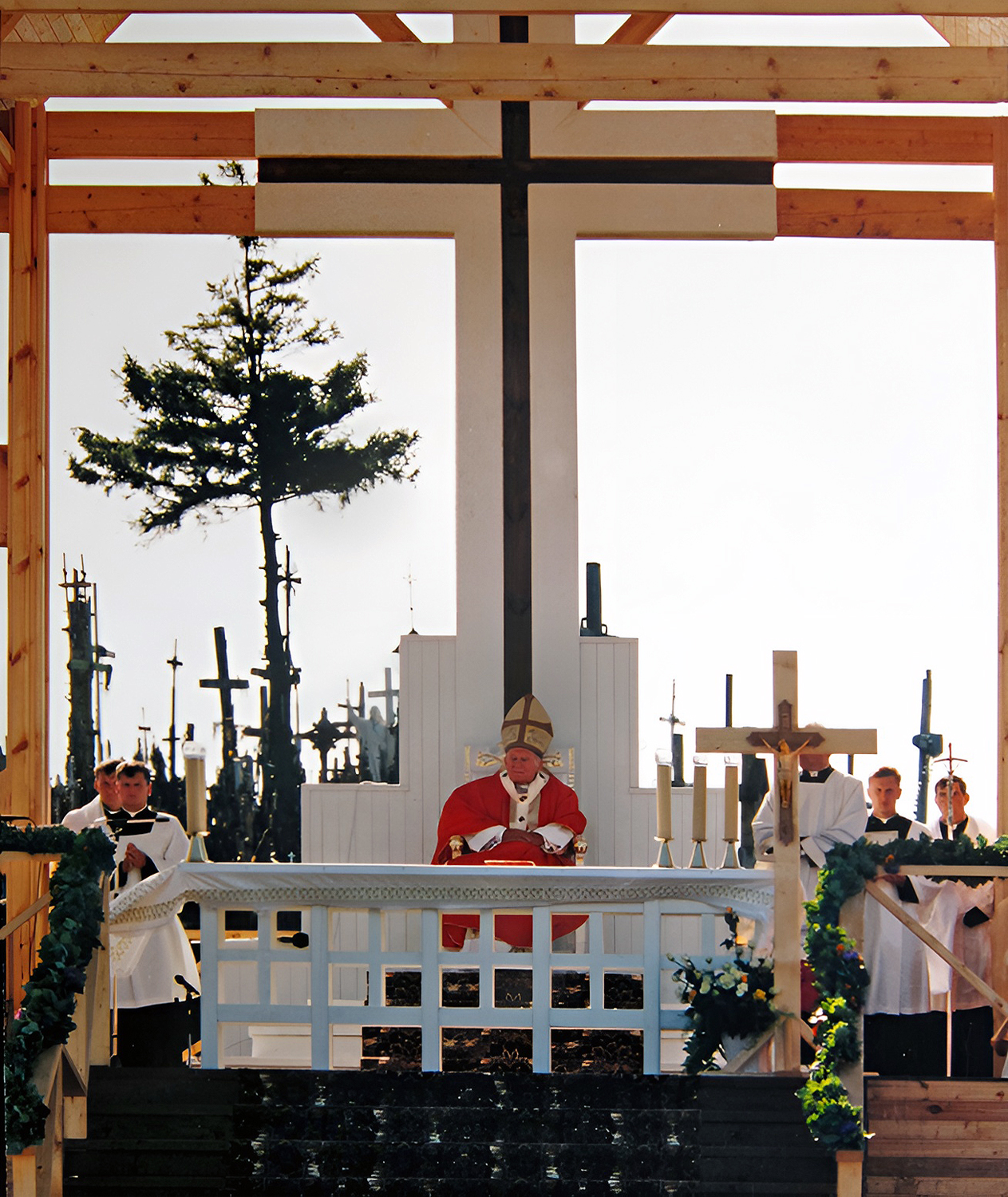
Jean-Paul II à la colline des Croix, le 7 septembre 1993.

La vraie raison de l'existence de cette colline est ancrée dans l'histoire de la Lituanie. Au cours des siècles, l'endroit s'identifia à la résistance pacifique des Lituaniens catholiques en dépit des menaces auxquelles ils ont dû faire face à travers leur histoire.
Envahie en 1795 par la Russie durant le partage de la Pologne (qui à l'époque formait une fédération avec le grand-duché de Lituanie), la Lituanie a disparu de la carte de l'Europe. Quand l'ancienne structure politique de l'Europe de l'Est s'effondre en 1918, la Lituanie déclare à nouveau son indépendance. Durant toute cette période, la Colline des Croix a été utilisée par les Lituaniens comme centre de prière pour la paix, pour leur pays et pour l'amour des disparus.
Le site avait pris une signification plus particulière durant les années 1944-1990, alors que la Lituanie faisait officiellement partie de l'URSS. Les Lituaniens ont continué à se rendre à la Colline afin d'y déposer des offrandes et montrer leur attachement à leur identité, leur religion et leurs racines. Ainsi, malgré l'acharnement des Soviétiques à retirer les nouvelles croix et à raser le site au bulldozer (au moins par trois fois), de nouvelles croix ont continué à apparaître. En 1985, les autorités soviétiques ont renoncé à retirer les croix.
Depuis l'indépendance de leur pays, les Lituaniens ont continué à ajouter des milliers de croix, chapelets et autres objets de culte. Les croix y sont actuellement au nombre de 150 000, rappelant aux visiteurs la lutte d'un peuple pour la liberté de son pays.
Le 7 septembre 1993, le pape Jean-Paul II s'est rendu à la colline des Croix, la déclarant site d'espoir, de paix, d'amour et de sacrifice.
Devenues représentatives de l'art populaire du pays, des croix existent dans de nombreux villages et au bord des routes. La Lituanie est d'ailleurs parfois surnommée « le Pays des Croix ».
Le 8 juillet 2000, un monastère franciscain est consacré.
Le 8 mai 2016, le cardinal Pietro Parolin, représentant le pape François, s'y rend et y célèbre la messe.
Du 22 au 25 septembre 2018, Le pape François visite les trois Pays baltes à l'occasion de l'année des 100 ans de la première création de ces États. Il passe par la colline des Croix.

## Commémoration
Une pièce de 2 euros commémorative consacrée à la colline des Croix en tant que patrimoine culturel immatériel de l'humanité reconnue par l'Unesco est mise en circulation le 4 novembre 2020. Émise à 500 000 exemplaires, la conception du champ de l'avers de ladite pièce montre le sommet de la colline avec une multitude de croix au premier plan et l'escalier séparant en deux le champ, pour laisser respirer l'image. Cette pièce est frappée par le Mint de Lituanie. Il existe également une version rehaussée d'or et de ruthénium limitée à 500 exemplaires.